# Ritenzione urinaria
Per ritenzione urinaria, o iscùria (dal greco Ischö ritengo, fermo + Oyron urina = "trattenere urina"), si intende la presenza di urina nella vescica, come conseguenza dell'incapacità della stessa di svuotarsi.
La ritenzione urinaria può essere incompleta, quando rimane un residuo di urina in vescica al termine della minzione, oppure completa, e in tal caso può insorgere in modo brusco o essere l'esito di una precedente ritenzione urinaria incompleta.

## Epidemiologia
La ritenzione urinaria è più frequente nel sesso maschile rispetto al femminile. All'età di 60 anni un maschio, con una aspettativa di vita di almeno 20 anni, ha circa il 23% di probabilità di andare incontro a un episodio di ritenzione acuta d'urina. Le probabilità aumentano con l'aumentare dell'età. La maggior parte degli episodi di ritenzione sono correlati a interventi chirurgici in anestesia generale e alla storia naturale della iperplasia prostatica benigna.

## Sintomi
In generale, in presenza di ritenzione urinaria, la vescica è maggiormente soggetta a infezioni causate dal ristagno dell'urina. La forma cronica di ritenzione urinaria si manifesta in modo graduale e progressivo, con disturbi della minzione di lunga durata (mesi o anni).
Si manifesta, inoltre, con un aumento della frequenza minzionale, specialmente notturna, minzione dolorosa, difficoltà nell'incominciare la minzione, tempi di attesa minzionale prolungati, minzione in più tempi, getto minzionale debole.
La sintomatologia dolorosa che caratterizza la forma acuta è solitamente assente in quella cronica, ma le cause sono pressoché le stesse in entrambe le forme.
Trascurare i sintomi e ritardare le cure può sfociare anche in una seria alterazione della funzione renale.
Il termine "iscuria paradossa" viene utilizzato per definire una ritenzione di urina, con emissione di gocce di urina causata da una vescica troppo distesa. È un reperto classico dell'Iperplasia prostatica benigna.

## Segni

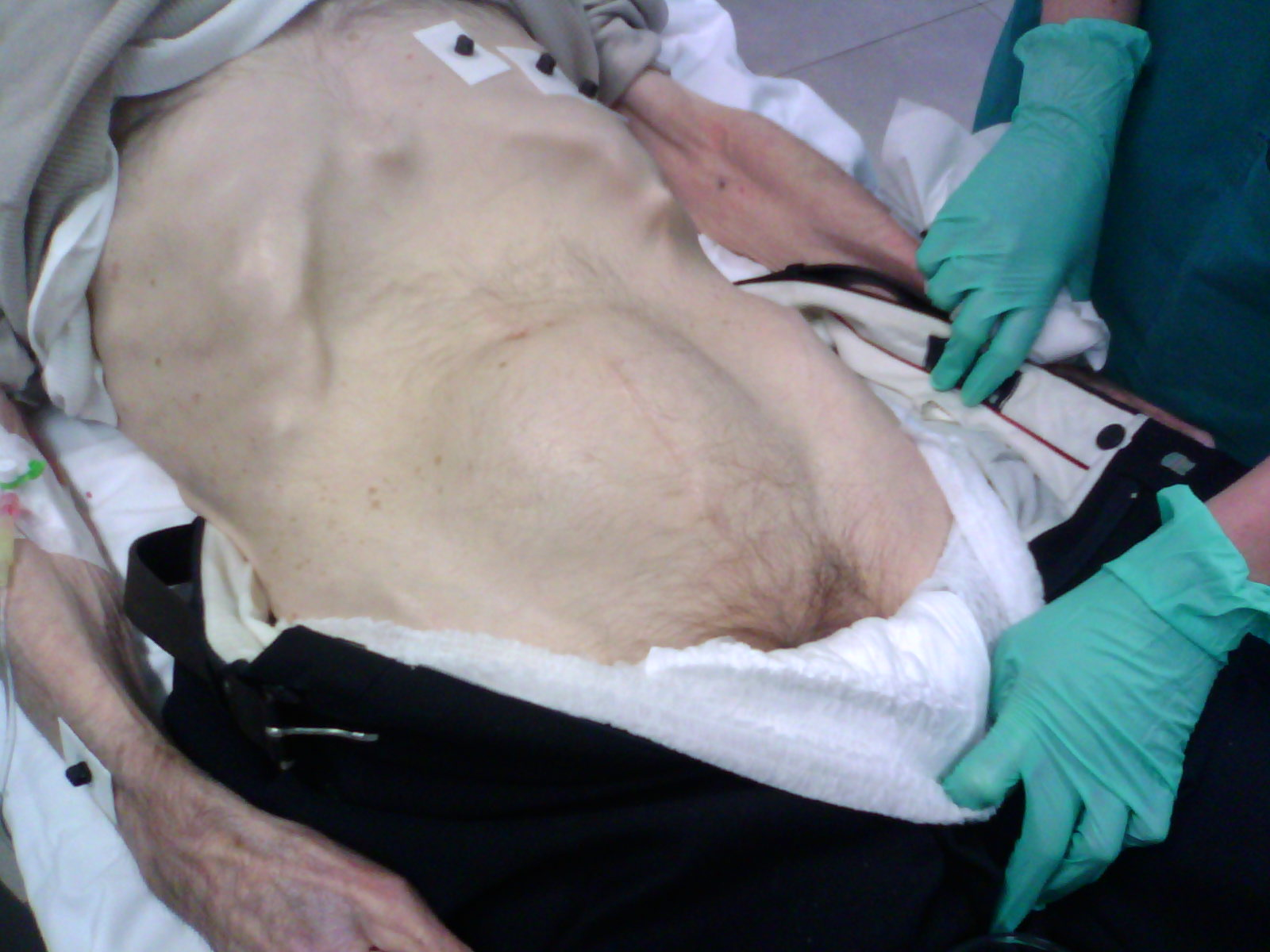
Paziente grande anziano, magro, affetto da ritenzione acuta d'urina. Globo vescicale disteso da 2000 cc di urina, come confermato da cateterismo con Foley 16F

Il "globo vescicale" è una condizione caratterizzata dall'aumento di volume della vescica che può arrivare a contenere fino a 3000/4000 mL, dovuta a un'impossibilità o a difficoltà nella minzione e quindi alla ritenzione delle urine al suo interno. La vescica diventa così palpabile.

## Classificazione
La ritenzione urinaria in base alle cause può essere così classificata:
- Ritenzione ostruttiva: è causata da ostacoli nel passaggio dell'urina, come ad esempio un ingrossamento prostatico, un restringimento dell'uretra, la presenza di calcoli che occludono parzialmente l'uretra.
- Ritenzione non ostruttiva: tale patologia può insorgere in seguito a svariate cause: l'iperreflessia detrusoriale con perdita della normale coordinazione tra detrusore e apparato sfinterico può sfociare in ritenzione urinaria dovuta a dissinergia vescico-sfinterica; la disfunzione a livello della conduzione degli stimoli nervosi dalla vescica al cervello può comportare eccessivo riempimento della vescica senza ricevere lo stimolo allo svuotamento (areflessia detrusoriale); l'incapacità di distendere il pavimento pelvico può anch'essa dare origine a ritenzione urinaria di origine funzionale.

## Altre cause
Altre cause sono collegabili alla perdita di tono muscolare della vescica, oppure ad altri fattori come:
- Eventi traumatici
- Stenosi del collo vescicale
- Indotta da alcune tipologie di farmaci[2] (antipsicotici,[3][4] antidepressivi,[5] antibiotici,[6] anticolinergici,[7] inibitori della COX-2,[8] benzodiazepine,[9][10] calcioantagonisti,[11] anestetici,[12][13] rilassanti del muscolo detrusore della vescica, morfina e altri oppiacei).[14]

Fra i fattori di rischio esistono diverse malattie che predispongono a livello neurologico a tale evento, come il diabete, la malattia di Parkinson, la sclerosi multipla.

## Diagnosi
La diagnosi può essere facilmente effettuata se la persona in questione non riesce più a urinare, altrimenti come esame è previsto il cateterismo postminzionale.

## Terapie

### Neuromodulazione sacrale
Il trattamento mediante neuromodulazione sacrale consiste nell'impianto in due fasi di un elettrocatetere collegato a un generatore di impulsi che trasmette una leggera stimolazione ai nervi sacrali posti immediatamente sopra l'osso sacro. Tali impulsi producono una parestesia che dà sollievo e beneficio ai pazienti affetti da disordini cronici funzionali del basso tratto urinario o intestinale, tra cui la ritenzione urinaria.

### Cateterismo
Il cateterismo urinario comporta l'inserimento di un catetere, ad esempio un catetere Foley, cioè un tubo che consente di svuotare manualmente la vescica attraverso l'uretra o l'addome.
Il cateterismo intermittente consiste nello svuotamento della vescica senza alcun catetere permanente. Si parla di catetere permanente o a dimora, quando il tubo resta nella vescica per un periodo di tempo prolungato.
Quando le condizioni del paziente permettono di rimuovere il catetere vescicale è spesso suggerito di incominciare un trattamento con inibitori della 5-alfa-reduttasi (finasteride, dutasteride e altri) che aumentano le probabilità di minzione normale dopo la rimozione del catetere.